# 제62회 베를린 국제 영화제
제62회 베를린 국제 영화제는 2012년 2월 9일부터 19일까지 개최되었다. 영국의 영화 감독 마이크 리가 심사위원장을 맡았으며 2011년 12월 19일에 처음으로 경쟁 부문에서 상영될 다섯 편의 영화가 발표되었다. 2012년 2월 14일 미국의 배우 메릴 스트립이 명예 황금곰상을 수상하였으며 브누와 자코 감독의 영화 《페어웰 마이 퀸》으로 영화제가 개막되었다. 황금곰상은 파올로 타비아니, 비토리오 타비아니 감독의 이탈리아 영화 《시저는 죽어야 한다》가 수상하였다.

## 경쟁 부문

### 심사위원
- 마이크 리, 영국의 영화 감독 (심사위원장)
- 안톤 코빈, 네덜란드의 사진 작가 겸 영화 제작자
- 아시가르 파르하디, 이란의 영화 감독
- 샤를로트 갱스부르, 프랑스-영국의 배우
- 제이크 질렌할, 미국의 배우
- 프랑수아 오종, 프랑스의 영화 감독
- 부알렘 산살, 알제리의 작가
- 바바라 수코바, 독일의 배우

## 수상
황금곰상 작품상: 《시저는 죽어야 한다》 타비아니 형제
은곰상
명예 황금곰상
- 메릴 스트립